# 穗港高速動車组列車
穗港高速动车组列车是中国铁路所运营的一条客运路线，往来广东省广州市广州南站／广州东站及香港特別行政區香港西九龍站。

## 历史
- 2018年9月23日，因应广深港客运专线香港段開通，原广深高速動車组列車的G6501-G6558次车次延长至香港西九龙站，成为「穗港高速動車组列車」[1]。同时港铁公司的动感号高速动车组亦于当天正式运营，担当穗港间车次为G6581-G6588。
- 2019年7月10日起，因全國鐵路調整運行圖，原有4对穗港高速動車组列車改为津港高速动车组列车、渝港高速动车组列车、邕港高速动车组列车以及肇港高速动车组列车，直达列车亦减少至2对。另外，调整后的G6508/13/14次由于需要套跑渝港高速动车组列车，次日才正式开行[2][3]。
- 2020年1月30日起因2019冠状病毒病疫情影響，香港西九龍站暫停服務，广州南～香港西九龙G6515-6519、G6521-6525、G6533-6535、G6537次、G6539/40列车运行区段调整为广州南～福田，G6541/36次运行区段调整为广州南至深圳北，其他穗港高速动车组列车停运[4]，已購票乘客可獲無條件退款[5]。
- 2023年1月15日起，香港西九龙站往来广州南站的列车恢复运营，同时新增来往廣州東站的跨线列车（亦稱「廣州東新綫」[6]、「广九高铁直通车」[7]、「广九直通高铁」[8]），使用和諧號CRH1A-A型電力動車組列車行走該路線，途中加设东莞南站和东莞站[9]。列車從西九龍出發抵達深圳北站後，透過聯絡線連接2021年通车的贛深客運專線，然後於東莞南站離站後通過聯絡綫接駁廣深鐵路。全程一等座、二等座票價與前往廣州南站的列車相同。1月15日当天，广九客运段邀请了四代廣九直通車乘务员乘坐首班由广州东开往香港西九龙的G6551次[10]。
- 2023年4月1日，因香港西九龙站前往广东省外的列车恢复，香港西九龙至广州南的班次数量恢复至疫情前时期，而香港西九龙至广州东其中4班列车将不停东莞站，改为停靠常平站，同時往返香港西九龙至广州东的全數班次列車亦更換為和諧號CRH1A型電力動車組列車行走[11]。
- 2023年7月1日，全國鐵路調整運行圖，增加3对香港西九龙来往广州东的班次，至此增至每天10班往广州东及9班往香港西九龙[12]。
- 2023年10月11日，全國鐵路調整運行圖，广州东往来香港西九龙的班次由CRH1A改用复兴号CR300AF型电力动车组，同时加开1班广州东往香港西九龙的班次[13]。
- 2024年1月10日，全國鐵路調整運行圖，广州东站来香港西九龙的尾班车延后至20时50分发车[14]。
- 2025年3月中旬起，广州东往来香港西九龙的部分班次改用复兴号CR400AF-S技術提升型电力动车组。

## 运营状况
以下信息截至2025年1月5日：
广州南至香港西九龙
- 每日开行19对点对点列车（不含过路列车，若包含则有31对），其中南行1班、北行2班列车为直达列车外，所有列车均会停靠深圳北站，其余班次亦会停靠其他广深港高速铁路沿途的部分车站。
- G6581~G6588次由港鐵公司担当，配车采用港鐵動感號高速電動列車，其余班次多以中国铁路广州局集团配属的复兴号CR400AF/AF-A型电力動车组、复兴号CR400BF型電力動車組担当[16]。
  - 因长途车次交路原因，G6503/4次使用上海局集团配属的复兴号CR400BF-A型电力動车组，G6505/6次使用北京局集团配属的复兴号CR400BF型电力動车组（重联運行）。

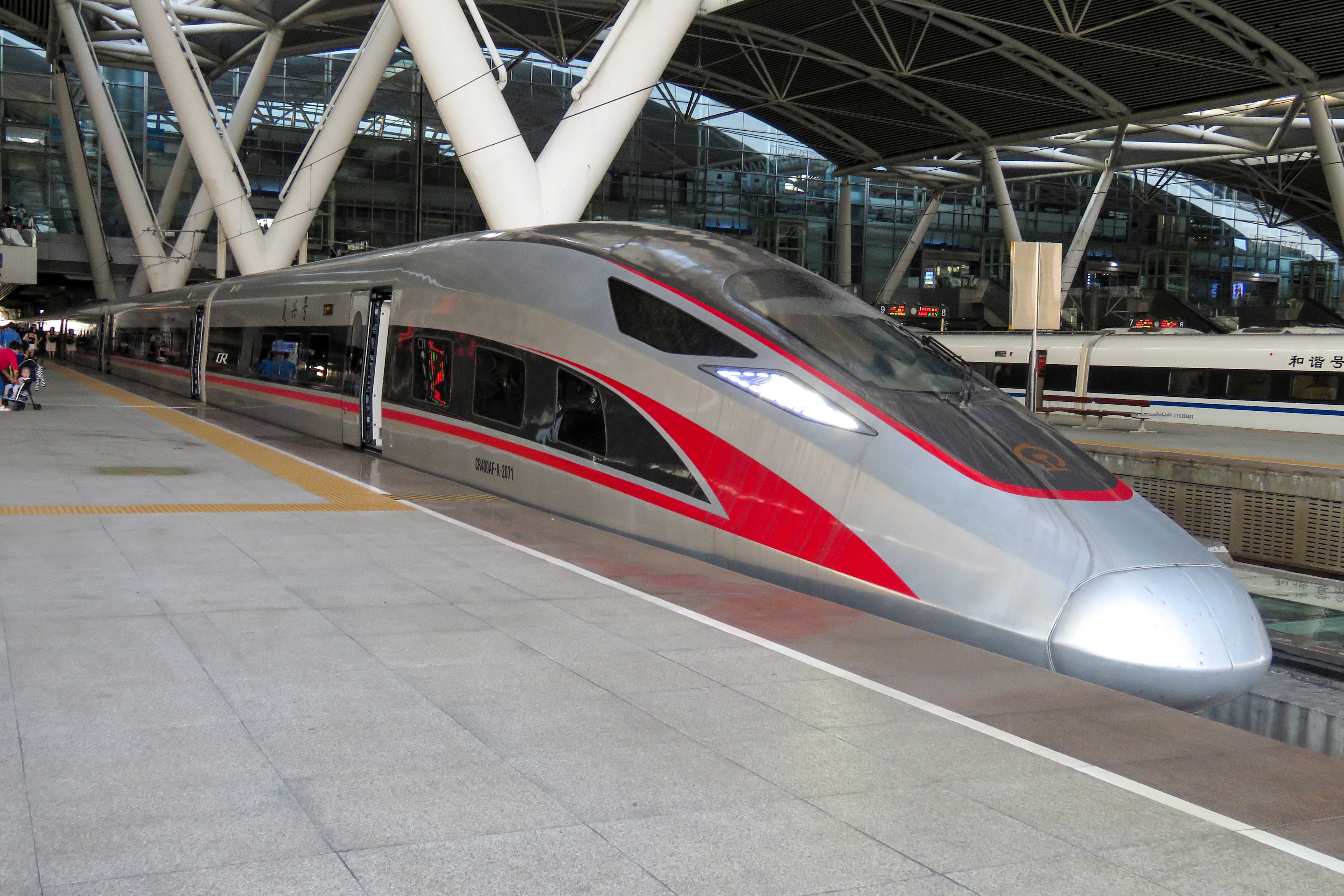
CR400AF-A担当的G6537次列车于广州南站（2018年）
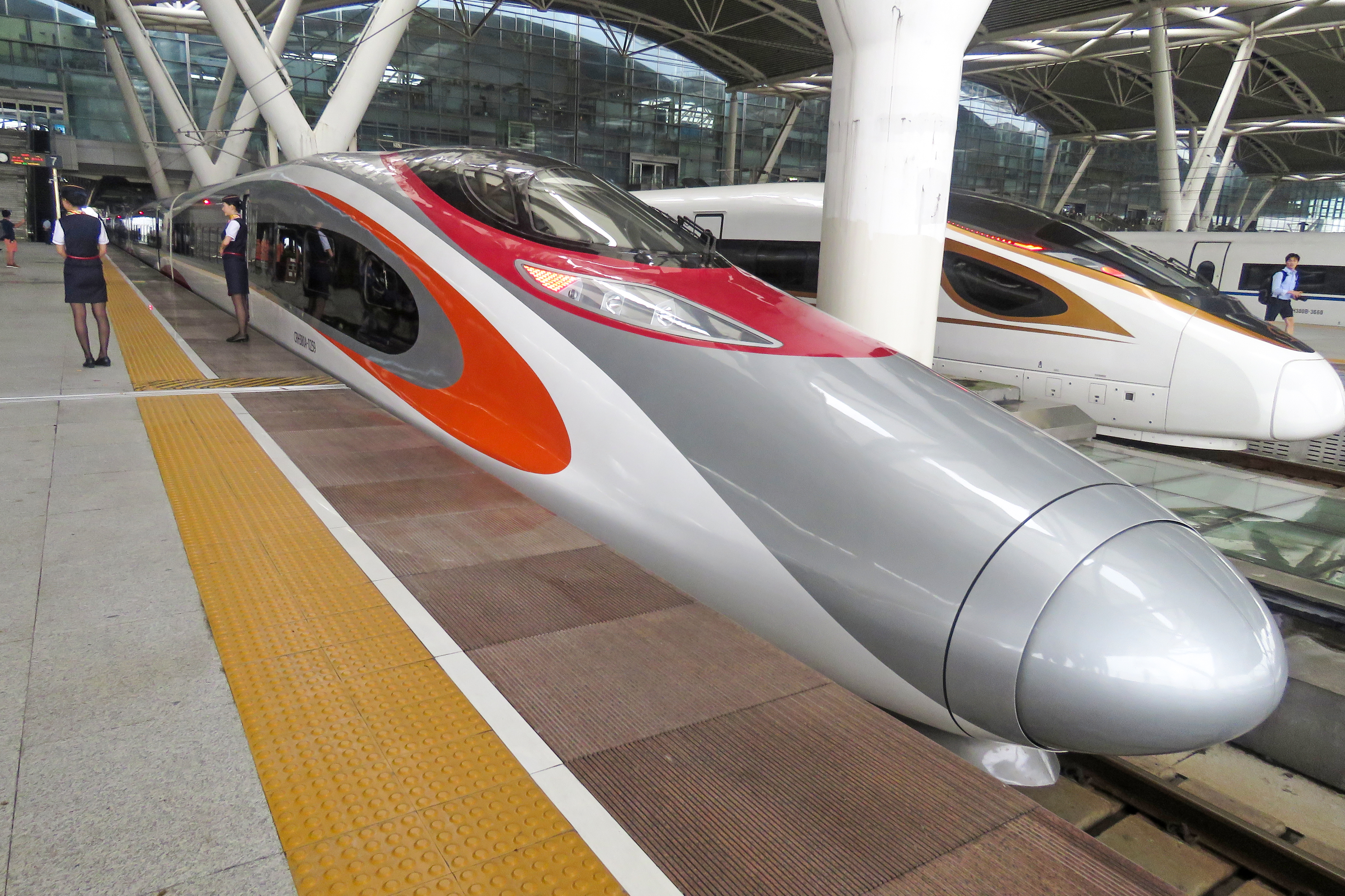
港铁动感号担当的G6581次列车和上海局集团担当的G6503次列车停靠广州南站

广州东至香港西九龙
- 每日开行13对列车[17]，所有列车均会停靠深圳北站，亦会停靠其中的福田站、光明城站、东莞南站、常平站、东莞站等部分车站。
- 该线所有班次由中国铁路广州局集团担当，配车采用深圳动车所复兴号CR300AF型电力动车组以及復興號CR400AF-S智能動車組

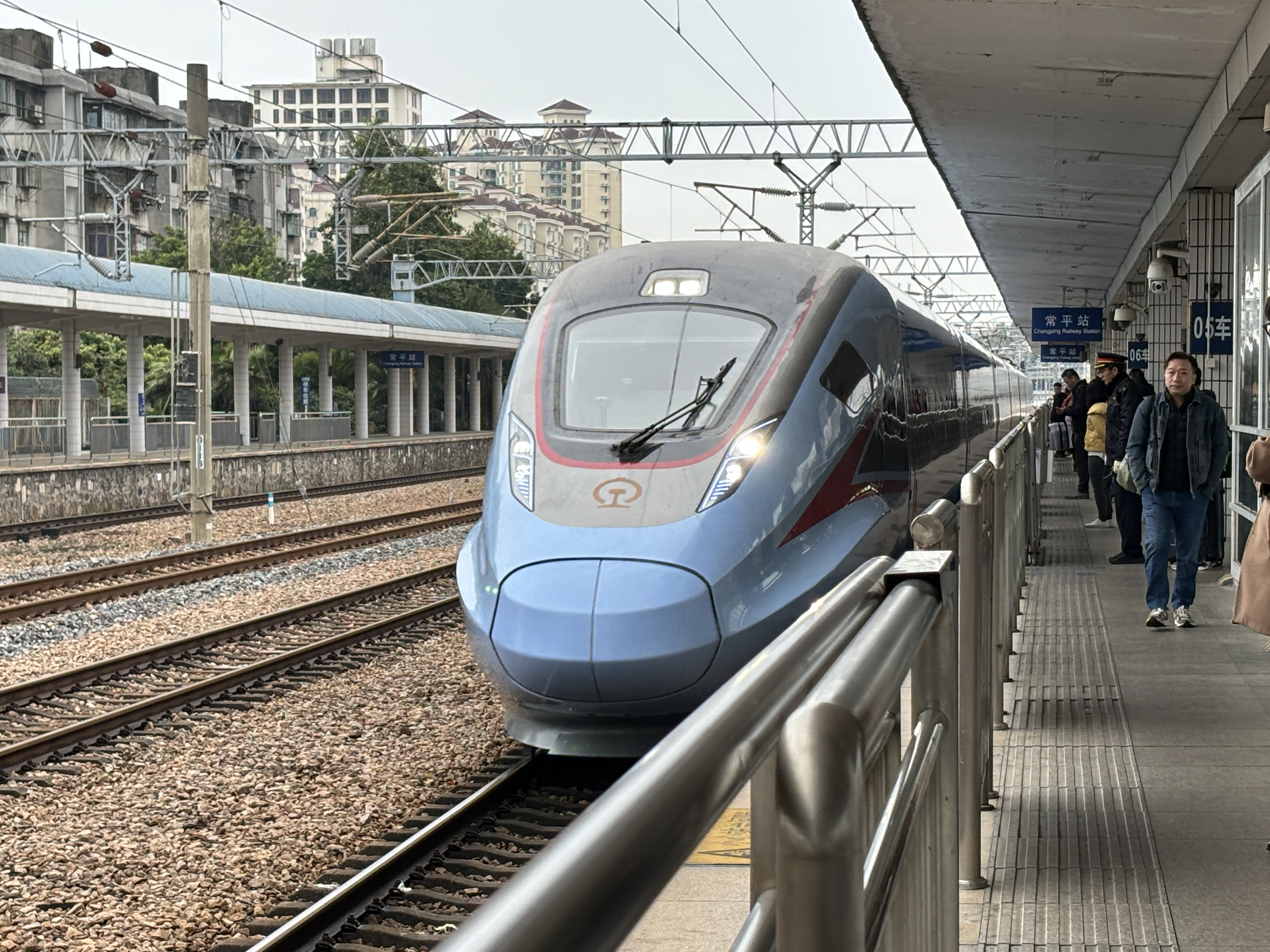
CR300AF担当的G6553次列车进常平站
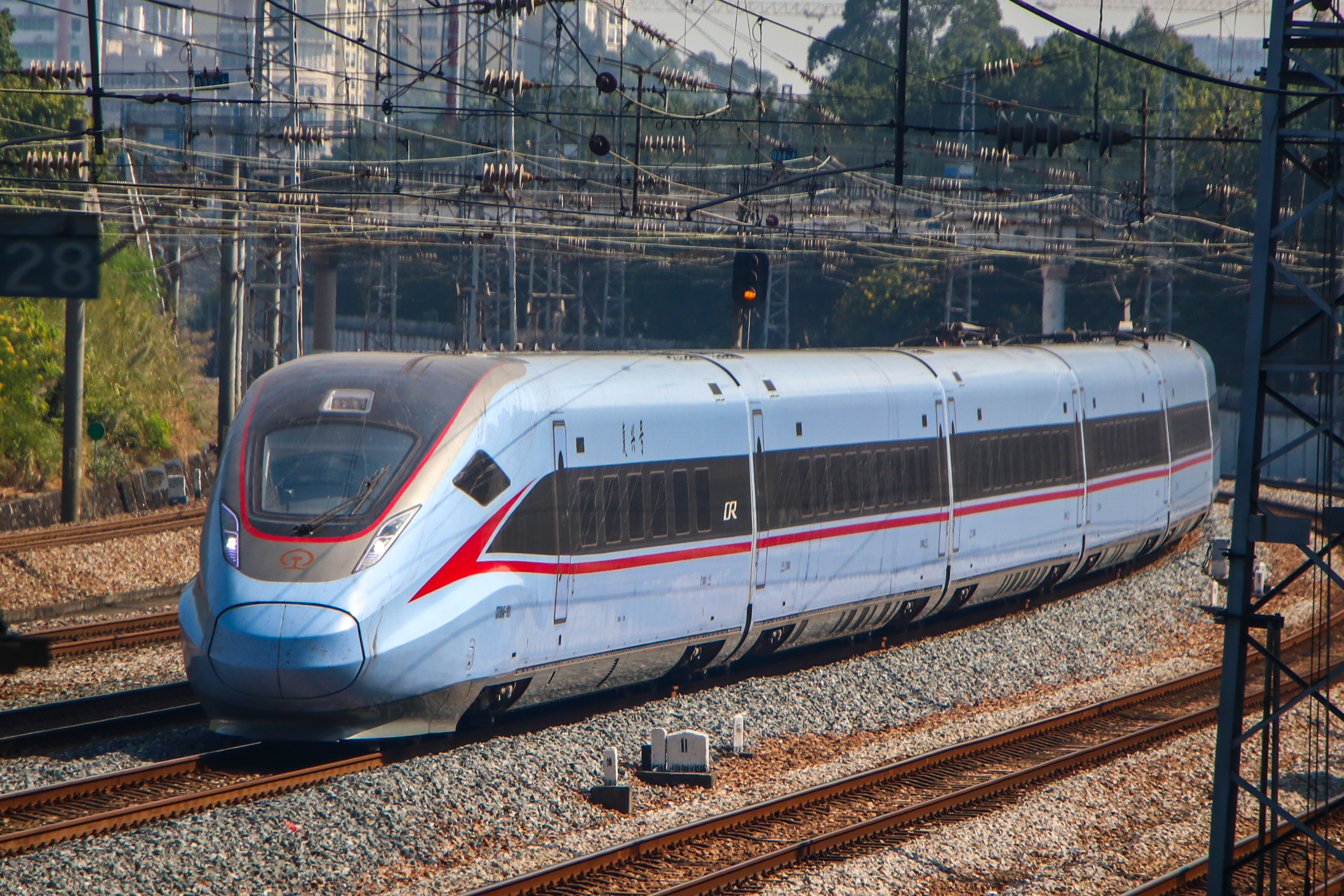
CR300AF担当的G6554次列车前往广州东站
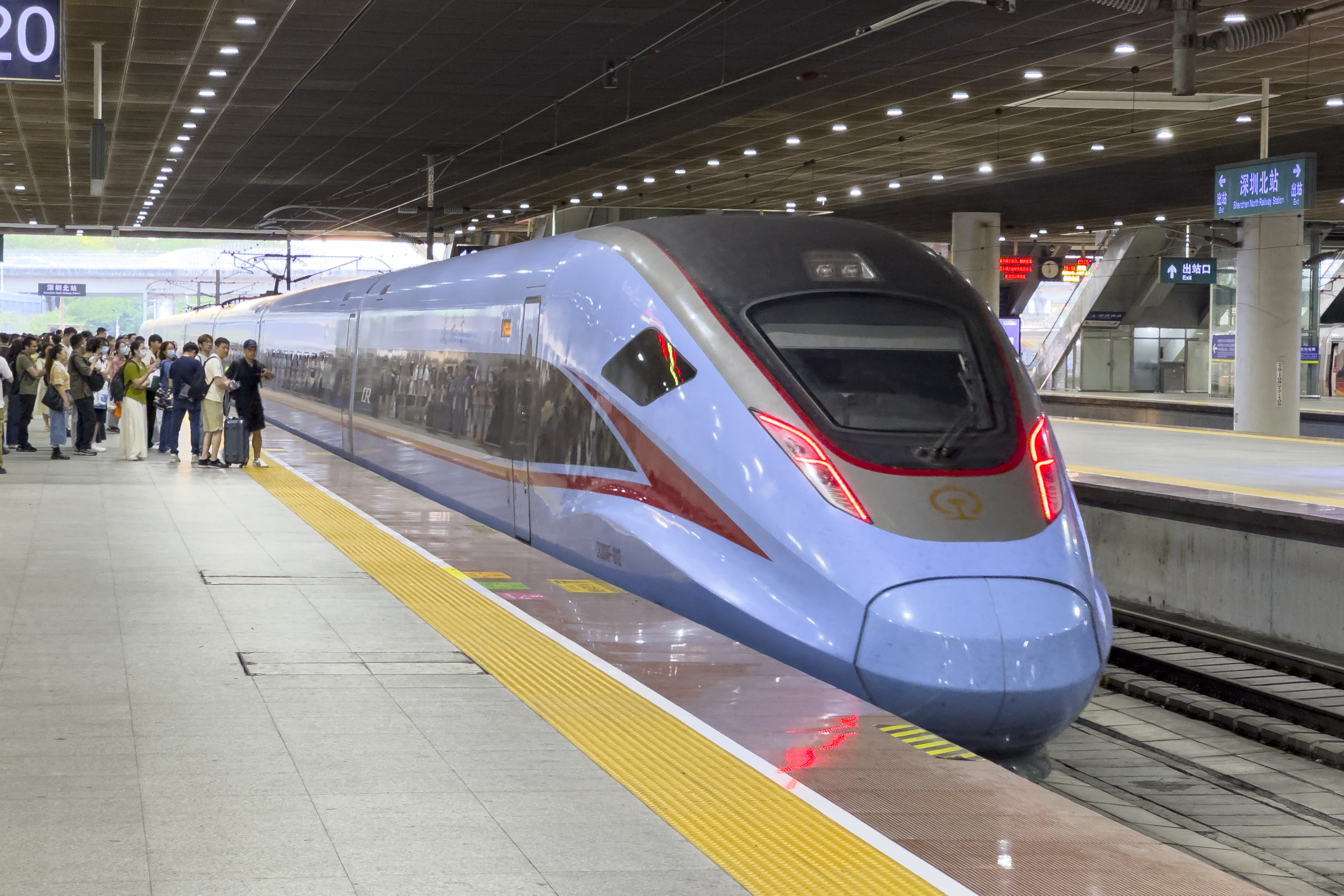
CR300AF担当的G6562次列车驶入深圳北站

## 開通儀式專列
據報導，香港特區政府及港鐵公司於2018年9月22日舉行開通儀式，並於9月上旬以行政長官林鄭月娥名義發出邀請函，邀請函上要求嘉賓須於當日8時45分㩦同內地出入境證件到達香港西九龍站，並於早上10時舉行開通儀式，儀式由李浩林、陳芷菁擔任司儀，並由行政長官林鄭月娥、中共廣東省委副書記兼廣東省長馬興瑞、港鐵董事局主席馬時亨及中國鐵路總公司總經理陸東福致詞，並進行揭牌儀式，港鐵於儀式過後安排女車長葉紫珊，駕駛「動感號高速動車組」列車G3102特別車次，接載嘉賓前往廣州南站。

## 外部連結
- 港鐵高速鐵路短途列車時間表 （页面存档备份，存于）